# キング・コブラ
キング・コブラ（King Kobra）は、1984年に結成されたグラム・メタル・バンド。ドラマーのカーマイン・アピスが、オジー・オズボーンのバンドから離れた後に結成した。ファースト・アルバムからセカンド・アルバムまでの頃、バンドは比較的無名のミュージシャンによって構成されていた。このキャピトル・レコードから出した2枚のアルバムの後、カーマイン・アピスは解散を決断し、ジョン・サイクス率いる、ブルー・マーダーに参加した。
2010年に新たなメンバーを加え、活動を再開している。

## メンバー

### 最新メンバー
- カーマイン・アピス (Carmine Appice) – ドラム、バック・ボーカル (1983年–1989年、2000年–2001年、2010年– )
- ジョニー・ロッド (Johnny Rod) – ベース、バック・ボーカル (1983年–1986年、2010年– )
- ポール・ショーティノ (Paul Shortino) – リード・ボーカル、ギター (2010年– )
- カルロス・カヴァーゾ (Carlos Cavazo) – ギター (2021年– )
- ローワン・ロバートソン (Rowan Robertson) – ギター (2021年– )

### 旧メンバー
- デヴィッド・マイケル・フィリップス (David Michael-Phillips) – ギター、バック・ボーカル、キーボード、シンセサイザー (1983年–1989年、2010年–2021年)
- マーシー・フリー (Marcie Free) – リード・ボーカル (1983年–1986年)
- マイク・ウルフ (Mike Wolf) – ギター (1983年)
- ミック・スウェダ (Mick Sweda) – ギター、バック・ボーカル、シンセサイザー (1983年–1987年、2000年–2001年、2010年–2016年)
- ロニー・ヴィンセント (Lonnie Vencent) – ベース (1986年–1987年)
- ラリー・ハート (Larry Hart) – ベース (1987年–1989年)
- ジェフ・ノースラップ (Jeff Northrup) – ギター、バック・ボーカル (1987年–1989年)
- ジョニー・エドワーズ (Johnny Edwards) – リード・ボーカル (1987年–1989年)
- マーク・トリエン (Marq Torien) – リード・ボーカル (1987年)
- ケリー・キーリング (Kelly Keeling) – ベース、リード・ボーカル、ギター、キーボード (2000年–2001年)
- スティーヴ・フィスター (Steve Fister) – ギター (2000年–2001年)

## ディスコグラフィ

### スタジオ・アルバム
- 『レディ・トゥ・ストライク』 - Ready to Strike (1985年)
- 『街角のスリル』 - Thrill of a Lifetime (1986年)
- King Kobra III (1988年)
- 『キング・コブラ』 - King Kobra (2011年)
- 『2』 - King Kobra II (2013年)
- 『ウィ・アー・ウォリアーズ』 - We Are Warriors (2023年)

### コンピレーション・アルバム
- The Lost Years (1999年)
- 『ハリウッド・トラッシュ』 - Hollywood Trash (2001年)